# Mikler Roland
Mikler Roland (Dunaújváros, 1984. szeptember 20. –) magyar válogatott kézilabdázó,kapus, jelenleg a MOL Pick Szeged játékosa.

## Pályafutása
Mikler Roland Dunaújvárosban kezdett kézilabdázni. A 2005–2006-os szezonban a másodosztályban is pályára lépett, amikor kölcsönben a Kalocsai KC mérkőzésein szerepelt. A 2000-es években a Dunaferr KC a bajnokság két kiemelkedő csapata mögött minden évben bronzérem esélyesnek számított, ebben a csapatban harcolta ki magának az elsőszámú kapus posztját. Emellett csapatával minden évben részt vehetett a nemzetközi kupákban előbb az EHF-kupában, majd a Kupagyőztesek Európa-kupájában. 2010-ben igazolt a bajnoki ezüstérmes Pick Szeged csapatához, amellyel pályára léphetett a Bajnokok Ligájában. 2012-ben az RK Zagreb elleni Bajnokok Ligája csoportmérkőzésen gólt is sikerült szerznie. A Szegeden töltött négy szezonjának mindegyikében ezüstérmes lett a bajnokságban, és a magyar kupában, de nemzetközi szinten 2014-ben sikerült EHF-kupát nyernie. 2014-ben igazolt a Telekom Veszprém KC-hoz, amellyel öt év alatt 4-4 alkalommal a magyar bajnokságot és a kupát is meg tudta nyerni, valamint háromszor játszott a Bajnokok Ligája döntőjében, és lett ezüstérmes. 2015-ben bekerült a Bajnokok Ligája All-star csapatába is. 
2019-ben visszatért Szegedre.
A válogatottban 2004-ben mutatkozott be, azóta részt vett több Európa- és világbajnokságon, valamint a 2012-es londoni és a 2024-es párizsi olimpián. Tagja volt a 2021-es világbajnokságon 5. helyezett csapatnak. 2024-ben, az olimpiai kiesést követően bejelentette a visszavonulását a válogatottól, melynek színeiben ekkor már 247 mérkőzésen szerepelt. Később meggondolta magát és 2025-ös világbajnokságon újra a csapat tagja volt.

## Sikerei
Pick Szeged
- Magyar bajnok: 2021, 2022
- Magyar kupagyőztes: 2025
- EHF-kupa győztes: 2014

Telekom Veszprém KC
- Magyar bajnok: 2015, 2016, 2017, 2019
- Magyar kupagyőztes: 2015, 2016, 2017, 2018
- Bajnokok Ligája döntős: 2015, 2016 ,2019
- SEHA-liga győztes: 2015, 2016